# Olszewo Węgorzewskie (stacja kolejowa)
Olszewo Węgorzewskie – zlikwidowana stacja kolejowa w Olszewie Węgorzewskim, w gminie Budry, w powiecie węgorzewskim w województwie warmińsko-mazurskim, w Polsce. Położona przy linii kolejowej z Gołdapi do Węgorzewa otwartej w 1914 roku W 1945 roku linia została zamknięta i rozebrana.